# 다솔사역
다솔사역(Dasolsa station, 多率寺驛)은 대한민국 경상남도 사천시 곤명면에 있었던 경전선의 철도역이다. 역명은 역 인근에 있는 사찰인 다솔사의 이름을 따서 명명했으며, 경전선 순천~진주 구간 개통과 동시에 개통되었다. 2007년 6월 1일부터 모든 여객열차가 무정차 통과하기 시작했고 , 2016년 4월 29일 폐역되었다.
본래 다솔사역에는 역 건물이 있었으나, 1992년 이후에 철거되었으며, 대신 버스정류장 형태의 간이 역사가 설치되어 현재에 이르고 있다.
승강장은 과거에는 1면 2선으로 활용하였으나, 역사 철거와 함께 승강장 안쪽 진입선로를 철거하면서 1선만 남게 되었다.

## 연혁
- 1968년 2월 7일 : 영업 개시[1]
- 1968년 3월 2일 : 역사 신축 준공
- 1986년 10월 16일 : 무배치간이역으로 격하[2]
- 1995년 여름 : 역사 철거, 버스정류장 형태의 간이 역사 설치
- 1999년 7월 16일 : 화물취급 중지[3]
- 2007년 6월 1일 : 여객 취급 중지
- 2016년 4월 29일 : 경전선 진주~광양 구간 복선화에 따른 이설로 폐역 고시[4]
- 2016년 7월 14일 : 경전선 진주~광양 구간 복선화에 따른 이설과 함께 폐역

## 같이 보기
- 다솔사